# Темба Зване
Темба Зване (на английски: Themba „Mshishi“ Zwane) е южноафрикански футболист, играещ като нападател за южноафриканския Мамелъди Съндаунс и националния отбор на ЮАР. Бронзов медалист в Купата на африканските нации 2023 където бележи 2 гола (втория и третия за отбора си срещу Намибия при победата с 4:0). 

## Успехи
Мамелъди Съндаунс (Претория)
- Премиер дивижън на ЮАР
  -  Шампион на ЮАР (8): 2013/14, 2015/17, 2017/18, 2018/1, 2019/20, 2020/21, 2021/22, 2022/23
- Шампионска лига на КАФ
  -  Носител (1): 2016
- Африканска футболна лига
  -  Шампион (1): 2023
- Суперкупа на КАФ
  -  Носител  (1): 2017
- Телком Нокаут
  -  Носител (2): 2015, 2019

 ЮАР
- Купа на африканските нации
  -  Бронзов медал (3 място) (1): 2023